# Marieville (Varsovie)

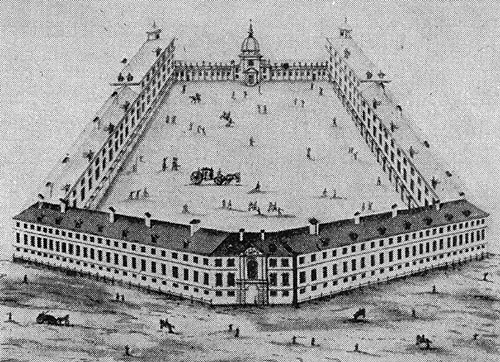
L'ancien centre Marieville de Varsovie.

Marieville (en polonais : Marywil, du français « ville de Marie ») est un ancien centre de commerces entourant une grand'place dans le quartier de Śródmieście de Varsovie.
Marywil fut un ancien lieu commercial entourant une grand'place et réalisé au XVIIe siècle par la volonté de la reine Marie Casimire Louise de La Grange d'Arquien qui voulait ainsi fêter la victoire gagnée par son mari le roi de Pologne Jean III Sobieski sur les Turcs lors de la bataille de Vienne, d'où son nom de « ville de Marie » devenu Marieville. L'ensemble fut réalisé sur les plans de l'architecte Tylman van Gameren qui prenait modèle sur la place des Vosges et la place Dauphine situées toutes les deux à Paris. Marieville comprenait des commerces et des bâtiments bourgeois, une chapelle consacrée à Notre-Dame des Victoires, ainsi qu'un marché central. La grand'place était entourée de tous côtés par les maisons des marchands et leur échoppe ainsi que par la chapelle.  Le tout fut construit en quelques années seulement (1692-1697). 
C'est là que l'évêque polonais de Kiev, Józef Andrzej Załuski installa sa bibliothèque Załuski.
Vers 1825, Marieville fut entièrement détruit pour permettre la construction du Grand Théâtre de Varsovie qui fut l'œuvre de l'architecte italien Antonio Corazzi et qui fut inauguré en 1833.

## Lien externe

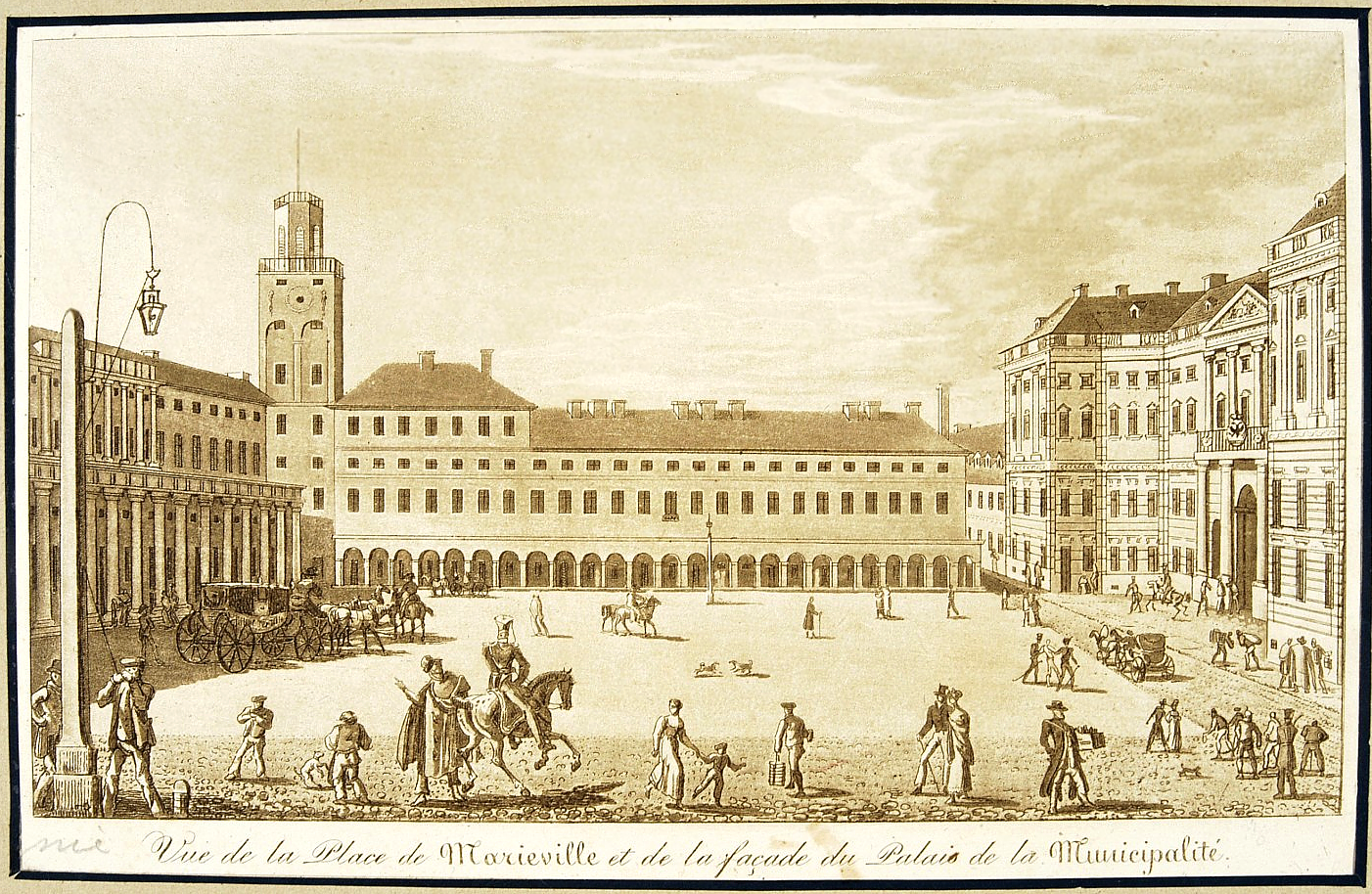
Vue de l'ancienne Marieville de Varsovie. (Fryderyk Dietrich (1779-1847))